# RUDE BONES
RUDE BONES（ルードボーンズ）は、日本のスカコアバンド。

## メンバー
- OKAWA（Vocal)

「大川裕明」名義で俳優・映画監督活動も行う。
- CHIBAMATT（Bass）

1996年加入。
- SUZUKI（Drum）
- HIROSHI BROWN（Trombone）

2004年脱退、2009年復帰。
- SHIO-40（Trumpet）

2004年加入、2006年脱退。その後ヘルプでの参加をしばらく続けるが、2007年7月完全脱退するも、2009年復帰。
- SHU-HEY!（Guitar）

2013年加入。
- MASAKI（T-Sax）

2013年加入。
- DAIKIV（Key）

2018年加入。

### 旧メンバー
- KIKURIN（Bass） - 1996年脱退
- KOIDE（Guitar） - 1998年加入、2000年脱退
- OKABE（Tenor.sax） - 2007年脱退
- DAICHON（Guitar） - 1997年脱退。その後TOGROWSを結成。2001年再加入、2008年末脱退
- MAT-SUN（Tenor.sax） - 2007年加入、2008年末脱退
- TOJO（Trombone） - 2007年加入、2008年末脱退
- SHINO (Guitar)  - 2013年脱退

## 来歴
1993年頃結成、初ライブは1994年3月・下北沢CLUB251。DIWPHALANX RECORDSの第1弾アーティストとして1995年にリリース、1998年にはアメリカのレーベルMOON SKA RECORDSから2ndアルバム『THERE'LL BE LOTS OF HARD TIMES ALONG THE WAY』をリリース、1999年、avex trax/cutting edgeと契約。企画アルバム『6.RUDE RADIO SHOW』はイギリス盤や韓国盤もリリースされた。2005年には再びDIWPHALANX RECORDSからリリース。
Hi-STANDARD、COKEHEAD HIPSTERS、SUPER STUPID、BRAHMAN、スカフレイムス、SCAFULL KING、Oi-SKALLMATES、東京スカパラダイスオーケストラ、ザ・マイティ・マイティ・ボストーンズ、フィッシュボーン、スペシャルズ、ロング・ビーチ・ダブ・オールスターズ等ジャンルを問わず様々なバンドと対バンをしながら、国内外で活動。
ギターのDAICHONが1997年に脱退した際、サポートギタリストにLOW IQ 01を迎え、SUPER RUDE BONES名義で活動していた時期もあり、PHALANX TOURと題されたRUDEBONES、SCAFULL KING、SHOULDER HOPPERの3バンドのツアー時に配布された7inchのライブ音源はこのSUPER RUDE BONESのもので唯一の音源でもある。この時期、サポートメンバーで活動中だった為に初めて開催されたAIR JAM'97に出演出来なかったというエピソードもある(翌年のAIR JAM'98には出演)。
1997年にはニューヨークで行なわれたMOON RECORDS主宰のMOON SKA SHOW CASEに参加、翌年1998年にはTOASTERSとニューヨークツアー、2000年のロサンゼルスでのレコーディングの際には彼らのリスペクトバンド、ザ・マイティ・マイティ・ボストーンズのVo.DICKYを招き4thアルバムのレコーディング。その際ロサンゼルスでのザ・マイティ・マイティ・ボストーンズのライブでフロントアクトとしてライブを行なう。
2002年には韓国でのライブも行い、その後CAESER SOZEとイギリスツアー、翌年2003年にはイギリス、ドイツ、オーストリア、イタリア、スイス、スペイン、フランスの7ヶ国を1ヶ月半ほどで回るツアーを行なう。この時のイギリスでのツアー最終日の模様がイギリスのみの販売でDVD化がされている。
2009年にはオリジナルメンバーであるHIROSHI BROWN、SHIO-40が復帰、ギターには活動初期からの盟友SHOULDER HOPPERのSHINOが加入。2月に行なわれた「ダイノジロックフェスティバル」にて復活。
2014年、9年ぶりのNEWアルバム『GOOD TIMES, 7300 DAYS』をリリース。
2017年12月、THE MIGHTY MIGHTY BOSSTONESが毎年年末にボストンで企画している『Hometown Throwdown』に出演。
2018年3月21日、8th Album『JUST STARTED』リリース。
2021年9月、『Ska Cares: A Global Benefit for the Alpha Institute』に新曲『Go ahead and kill me』で参加。
2022年9月、STUBBORN RECORDS（US）のオムニバス『Still Stubborn Vol.3』にStubborn All-Starsのカヴァー『Look Away』で参加。

## ディスコグラフィ

### シングル
- HEY! WHAT'S THIS NOISE （1995年10月）
- NO POET（1996年）
- TONITE IT'S CHRISTMAS（1997年12月）限定7inch EP 会場販売のみ
- I WAS GIVEN TIME（1999年8月6日）
- WHERE DID MY STICK GO?（2000年10月25日）
- DIGGIN'IN THE STREET（2002年9月18日） BEAT CRUSADERSとのスプリットシングル
- Now Won't Come Again（2013年12月3日）
- The Race（2017年10月1日）

### アルバム
- REALITY HAS BECOME "SKA"（1995年12月）
- THERE'LL BE LOTS OF HARD TIMES ALONG THE WAY（1997年7月）
- LET'S TALK MORE TODAY（1999年9月）
- SOMETHING THAT'S ORIGINAL（2001年1月31日）
- 6.RUDE RADIO SHOW（2001年11月）ミニアルバム
- RUDE BONES（2002年12月4日）
- RUDE BONES and The DOWN STAIR SESSIONS（2003年12月）
- GET MAD NOW（2005年5月20日）
- DEM BONES -THE GREATEST HITS-(2008年6月20日)
- GOOD TIMES, 7300 DAYS (2014年6月25日)
- JUST STARTED（2018年3月21日）

### コンピレーション

#### 国内オムニバス
- 「SOMETHING ELSE」 1994年
RUN OUT OF OUR HOMES
- 「ULTIMATE FAST BEAT」1995年
THINK
- 「SKAVILL JAPAN」1996年2月
SHORT OF TIME
- 「PHALANX TOUR 7inch EP(RUDEBONES/SCAFULL KING/SHOULDER HOPPER)」
RUN OUT OF OUR HOMES
- 「FAR EAST SKA CONVINATION Vol.1」 1998年9月9日
3.Another Sun
- 「READYMADE RECORDS REMIXES」
PLEASE STOP(ra ra ra-7inch version)
- 「特撮狂～TOKUSATZCREW」 1999年10月10日
8.FIREBALL XL-5
- 「SKA STOCK」 2000年11月
COME DOWN
- 「DIVE INTO DISNEY」 2002年10月30日
HAKUNA MATATA
- 「ROCK THE ULTRAMAN」 2006年5月10日
9.ULTRA SEVEN
- 「2TONE RECORDS TRIBUTE ALBUM BLACK～RESPECT TO GANGSTERS～」 2009年8月5日
Rude Boys Outta Jail

#### 海外オムニバス
- 「SKANK FOR BRAINS STURDAY MATINEE」
HEY! WHAT'S THIS NOISE!
DRASTIC
YOU ALL GOT THE MONEY
- 「SKANK FOR BRAINS」
HEY! WHAT'S THIS NOISE
TIME WON'T HEAL THE PAIN
- 「NIHON SKA DANSU」(SKAVILL JAPANの海外盤)
SHORT OF TIME
- 「Ska United -A GLOBAL SKA SAMPLER」1998年
WHERE ARE YOU NOW
- 「MISFITS OF SKA II」1998年
HEY ! WHAT'S THIS NOISE!
- 「SPARE SHELLS A TRIBUTE TO THE SPECIALS」
RAT RACE

### VIDEO & DVD
- 「SKA OF IT ALL」
Bitch
Work Like Machine

- 「Capdown And Rudebones Live In Brighton 2003」(UK RELEASE ONLY)
Drastic
Out of the Blue
Lets Keep Our Heads Up
Hakuna Matata
Work Like Machine
Little Bitch

## タイアップ一覧
| 使用年 | 曲名                    | タイアップ                                                                                  |
| ------ | ----------------------- | ------------------------------------------------------------------------------------------- |
| 2000年 | Where did my stick go?  | テレビ朝日系『極楽とんぼのとび蹴りゴッデス』エンディングテーマ                              |
| 2001年 | Something Original      | テレビ朝日系『ぷらちなロンドンブーツ』エンディングテーマ                                    |
| 2002年 | let's keep our heads up | テレビ東京系『ALOHA SURF TV』エンディングテーマ                                             |
| 2002年 | let's keep our heads up | 北海道テレビ『NO MATTER BOARD（'02-'03シーズン）』2002年12月・2003年1月度オープニングテーマ |
| 2017年 | THE RACE                | 映画『パーフェクト・レボリューション』オープニングテーマ                                    |